# Projecció de Goode

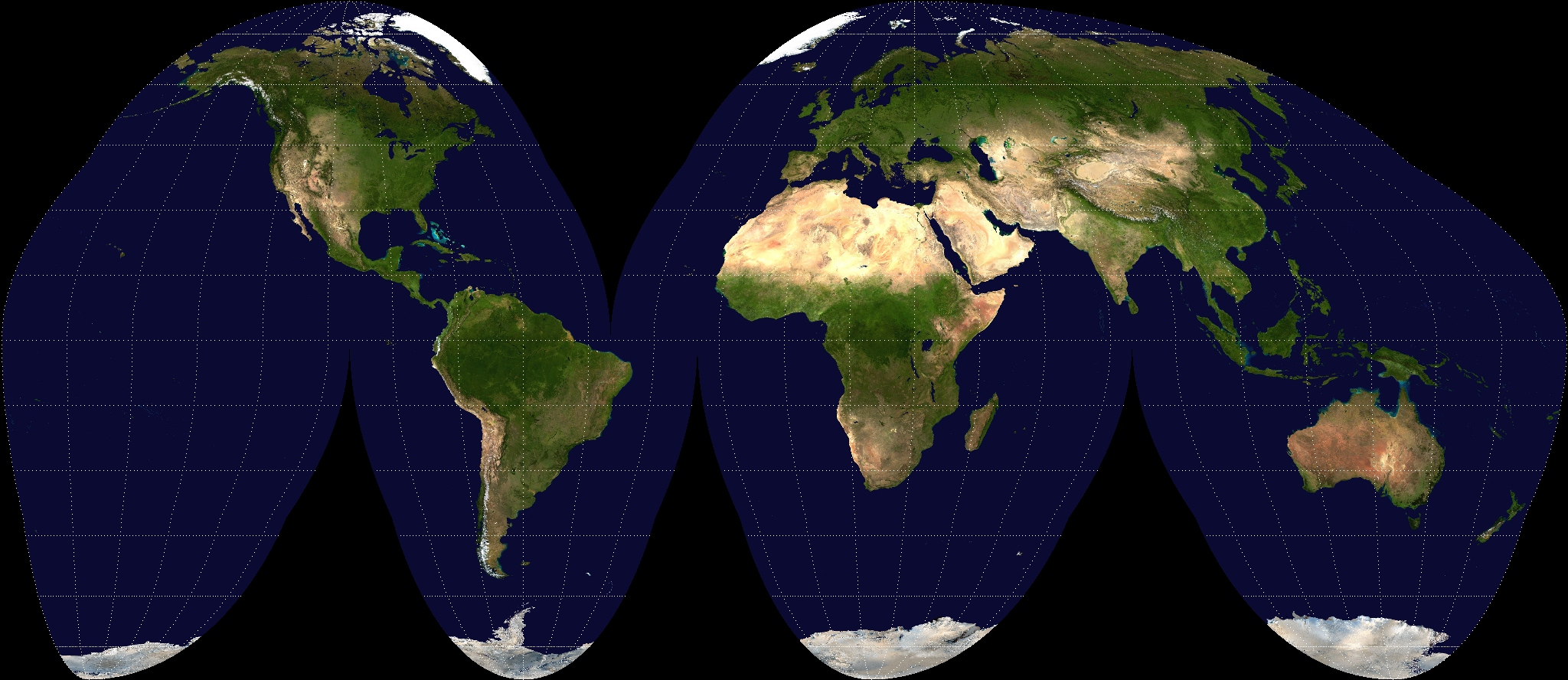
Projecció de Goode.

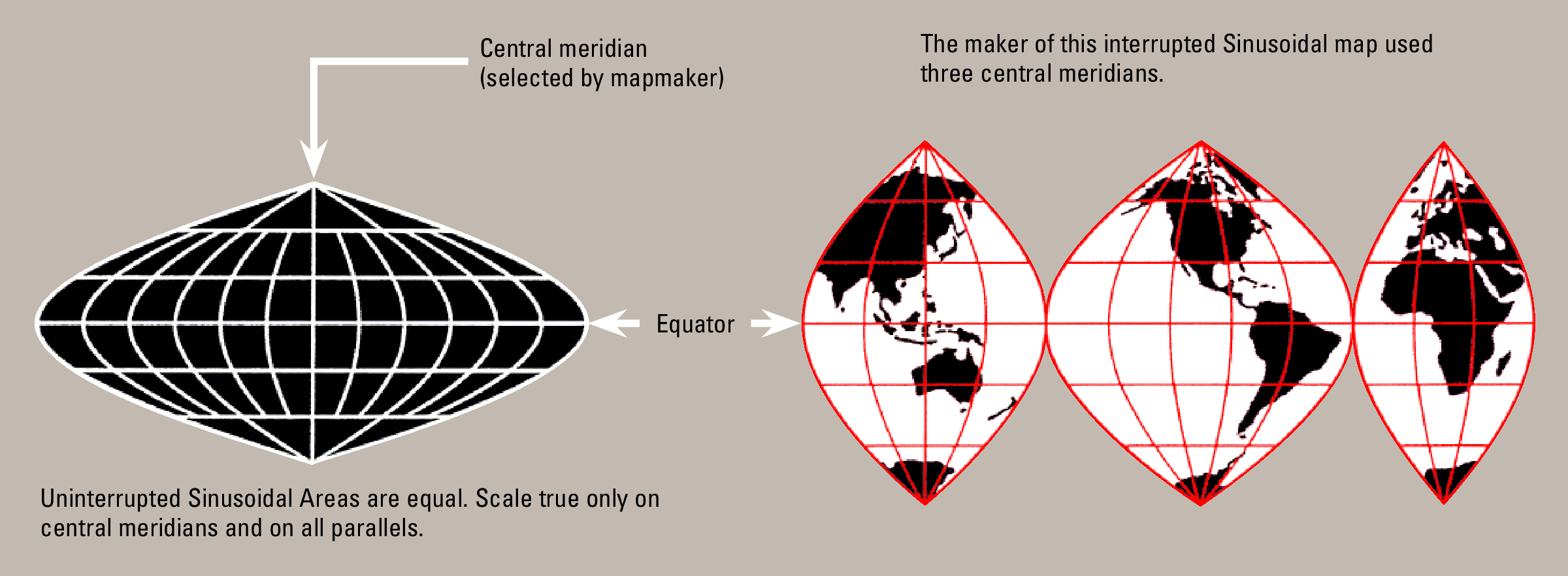
Comparació entre una projecció sinusoidal i una interrompuda.

La Projecció de Goode, també coneguda com a projecció homolosena o projecció interrompuda, és una projecció cartogràfica que va ser creada pel geògraf John Paul Goode el 1923.
El 1908, el cartògraf expressà en una conferència titulada Diabòlic Mercator la necessitat de crear un mapa més fidedigne que la projecció de Mercator. Fet que ell mateix concretaria 15 anys després. Aquesta projecció és una modificació de la projecció de Mollweide (també anomenada  homolográfica ), de caràcter sinusoidal, on es prenen diversos meridians com a centre i es realitzen projeccions separades que després són unides en el mapa resultant. Donant una major sensació d'esfericitat de la superfície terrestre. És una projecció equivalent, és a dir que manté les àrees en proporció, i pseudocilíndrica.